# Comté de Bristol (Massachusetts)
Pour les articles homonymes, voir Comté de Bristol.
Le comté de Bristol est un comté situé dans le Commonwealth du Massachusetts aux États-Unis.  Au recensement de 2010, sa population s'élevait à 548 285 personnes.  Le chef-lieu est  Taunton. Le haut shérif du comté de Bristol est actuellement Thomas M. Hodgson, un républicain de Fall River.
Le comté s'étend sur 1 790 km². Il fait partie de l'aire métropolitaine de Providence.

## Villes et villages
- Acushnet
  - Centre d'Acushnet (un village d'Achusnet)
- Attleboro
- Berkley
- Dartmouth
  - Coin Bliss (un village de Dartmouth)
  - Moulins Smith (un autre village de Dartmouth)
- Dighton
  - Dighton du Nord (un village de Dighton)
- Easton
- Fairhaven
- Fall River
- Freetown
  - Assonet (un village de Freetown)
  - Freetown Est (un autre village de Freetown)
- Mansfield
  - Mansfield Center (un village de Mansfield)
- Nouveau Bedford
- Attleborough du Nord
  - Centre d'Attleborough du Nord (un village d'Attleborough Nord)
- Norton
  - Centre de Norton (un village de Norton)
- Raynham
  - Centre de Raynham (un village de Raynham)
- Rehoboth
- Seekonk
  - Seekonk du Nord (un village de Seekonk}
- Somerset
- Swansea
  - Plantation d'Océan (un village de Swansea)
- Taunton
  - Taunton Est (un quartier de Taunton)
- Westport
  - Westport du Nord (un village de Westport)

* Les villages sont une division de recensement mais n'ont pas d'existence juridique séparée de la ville dans laquelle ils se trouvent